# Post- och Inrikes Tidningar
A Post och Inrikes Tidningar (megjelenéskori nevén: Ordinari Post Tijdender) Svédország legelső újságja és a világ első napilapja. Első száma 1645-ben jelent meg Krisztina svéd királynő utasítására. A lap 362 évig volt nyomtatásban, 2007-óta ugyanis internetes kiadása mellett csupán hagyományőrzés miatt gyártanak belőle napi három példányt.

## Tartalma/szerkesztése
Eredeti és jelenlegi funkciója szerint is hivatalos közlönyként működik, vállalati csődökről tájékoztat, az ország hivatalos csődértesítője.
A 18. század végén III. Gusztáv svéd király a Svéd Akadémiának adta a lap kiadásának a jogát. Az újság főszerkesztői pozícióját azóta is az Akadémia mindenkori főtitkára tölti be. A lap szerepe különlegesnek mondható a svéd tájékoztatásban, hiszen az újság honlapja szerint számos közlemény csak itt látott napvilágot.